# Ingrid Garbo
Ingrid Garbo (Múnic; 14 de gener de 1939 Madrid - 28 de novembre de 2017) va ser una actriu i vedette de revista alemanya, establerta en Espanya.

## Biografia
També coneguda com a Chuchi Vidal, Ingrid neix en Múnic el 14 de gener de 1939 sota el nom d'Ingrid Garijo Gràcia. Els seus pares es van anar del seu Alemanya natal, amb la petita Ingrid, a Espanya el 1943. Més tard, amb la derrota d'Alemanya en la Segona Guerra Mundial ella i la seva família es van traslladar a Veneçuela. Al país llatinoamericà va créixer i es va formar en Art Dramàtic i va compaginar els seus estudis amb la carrera de peritatge mercantil a la Universitat Central de Veneçuela. Abans de complir quinze anys apareix en publicitat i debuta al cinema veneçolà amb la cinta Yo y las mujeres (1959). Iniciada la década de 1960, s'instal·la en México, Iniciada la dècada de 1960, s'instal·la en Mèxic, on va rodar tres pel·lícules.
Posteriorment s'estableix a Espanya i comença a treballar al cinema, però sobretot en el teatre. Allí coneix a José María Flor-Baztarica Grasset, conseller delegat de la companyia basca CAF amb qui es casarà el (1964). Fruit d'aquesta unió naixeria el seu fill José Alejandro Flor-Baztarrica Garijo, durant 20 anys president de CAF. Aquest any i a causa del naixement del seu fill, Suevia Films va cancel·lar el seu contracte. A partir d'aquest moment comença a desenvolupar la seva carrera professional en TVE, compaginant-la amb el teatre i alguna pel·lícula. Els seus següents fills serien Onofre Flor-Baztarrica Garijo, Cayetana Flor-Baztarrica Garijo i Federica Eugenia Flor-Baztarrica Garijo. De la pantalla gran, poden destacar-se les seves aparicions en comèdies lleugeres de l'època del tardofranquismo, on té ocasió de lluir els seus encants, com No somos de piedra (1968), de Manuel Summers, Mi marido y sus complejos (1969), de Luis María Delgado, Enseñar a un sinvergüenza (1970), d'Agustín Navarro, al costat de Carmen Sevilla, Las Ibéricas F.C. (1971), de Pedro Masó o Dos chicas de revista (1972), de Mariano Ozores, amb Lina Morgan.
Però la seva major rellevància li arriba a través de la seva trajectòria en el gènere de la revista, on durant el període que abasta de mitjan anys 1960 a mitjan 70 estrena nombrosos muntatges, especialment de la mà del conegut empresari Matías Colsada. Des de Mami, llévame al colegio (1964), jal costat de la figura més emblemàtica del gènere, Celia Gámez, a Las noches de Herodes (1967), Me las llevo de calle (1967), ambdues amb Pedro Peña i Luis Cuenca o El divorcio no es negocio al Teatro La Latina, amb Quique Camoiras.
Posteriorment en 1973 va formar part de l'elecció de Miss España. En 1974 es va retirar definitivament del món de l'espectacle i es va centrar en els seus fills i en la seva carrera en TVE, supervisant la producció d'especials com Tip y Coll o festivals de la talla del Festival de Cinema de Montecarlo. A causa del seu treball es va instal·lar al principat durant la seva etapa en TVE.
El seu fill Onofre està casat amb Blanca Ruiz Aguirre, integrant del grup musical infantil La Pandilla. abandona la capital espanyola i es retira a la seva casa d'estiu de Marbella, moment a partir del qual va viure apartada dels mitjans de comunicació. Va morir a Madrid a causa d'una malaltia cardiovascular el 28 de novembre de 2017.